# Aftokinitodromos 71
Der Aftokinitodromos 71 / Αυτοκινητόδρομος 71 (griechisch für ‚Autobahn 71‘) ist eine in Bau befindliche griechische Autobahn, die von der Autobahn 7 bei Megalopoli über Sparta nach Gythio führt. Das erste Teilstück von der A7 in Richtung Sparta wurde im September 2012 fertiggestellt. Die Gesamtlänge bis Sparta ist seit April 2016 dem Verkehr offen. Teilweise werden aber seitdem noch Restbauarbeiten durchgeführt. Die Weiterführung der Straße nach Gythio ist weiterhin im Bau.